# Ловер-Товаменсінг (Пенсільванія)
Ловер-Товаменсінг (англ. Lower Towamensing Township) — селище (англ. township) в США, в окрузі Карбон штату Пенсільванія. Населення — 3046 осіб (2020).

## Демографія
Згідно з переписом 2010 року, у селищі мешкало 3228 осіб у 1301 домогосподарстві у складі 949 родин. Було 1407 помешкань
Расовий склад населення:
| - 99,0 % — білих - 0,2 % — азіатів - 0,1 % — корінних американців - 0,1 % — чорних або афроамериканців |

До двох чи більше рас належало 0,3 %. Частка іспаномовних становила 1,4 % від усіх жителів.
За віковим діапазоном населення розподілялося таким чином: 19,7 % — особи молодші 18 років, 63,2 % — особи у віці 18—64 років, 17,1 % — особи у віці 65 років та старші. Медіана віку мешканця становила 45,1 року. На 100 осіб жіночої статі у селищі припадало 103,8 чоловіків;  на 100 жінок у віці від 18 років та старших — 102,6 чоловіків також старших 18 років.
Середній дохід на одне домашнє господарство  становив 65 960 доларів США (медіана — 52 047), а середній дохід на одну сім'ю — 70 042 долари (медіана — 52 277). Медіана доходів становила 46 514 долари для чоловіків та 43 188 доларів для жінок. За межею бідності перебувало 10,8 % осіб, у тому числі 31,4 % дітей у віці до 18 років та 0,0 % осіб у віці 65 років та старших.
Цивільне працевлаштоване населення становило 1569 осіб. Основні галузі зайнятості: освіта, охорона здоров'я та соціальна допомога — 30,7 %, виробництво — 16,8 %, мистецтво, розваги та відпочинок — 8,3 %, роздрібна торгівля — 8,1 %.